# Lijst van afleveringen van Adam-12
Dit is een lijst met afleveringen van de Amerikaanse televisieserie Adam-12. De serie telt 7 seizoenen. Een overzicht van alle afleveringen is hieronder te vinden.

## Seizoen 1
| Nr. | Titel aflevering                                           | Uitzenddatum VS   |
| --- | ---------------------------------------------------------- | ----------------- |
| 1   | Log 1: The Impossible Mission                              | 21 september 1968 |
| 2   | Log 141: The Color TV Bandit                               | 28 september 1968 |
| 3   | Log 11: It's Just a Little Dent, Isn't It?                 | 5 oktober 1968    |
| 4   | Log 131: Reed, the Dicks Have Their Jobs, and We Have Ours | 12 oktober 1968   |
| 5   | Log 91: You're Not the First Guy's Had the Problem         | 19 oktober 1968   |
| 6   | Log 161: And You Want Me to Get Married?                   | 26 oktober 1968   |
| 7   | Log 71: I Feel Like a Fool, Malloy                         | 2 november 1968   |
| 8   | Log 72: El Presidente                                      | 9 november 1968   |
| 9   | Log 101: The Stolen Lawn                                   | 16 november 1968  |
| 10  | Log 132: Producer                                          | 30 november 1968  |
| 11  | Log 111: The Boa Constrictor                               | 7 december 1968   |
| 12  | Log 61                                                     | 14 december 1968  |
| 13  | Log 122: Christmas - The Yellow Dump Truck                 | 28 december 1968  |
| 14  | Log 81                                                     | 4 januari 1969    |
| 15  | Log 32: Jimmy Eisley's Dealing Smack                       | 11 januari 1969   |
| 16  | Log 62: Grand Theft Horse?                                 | 18 januari 1969   |
| 17  | Log 33: It All Happened So Fast                            | 1 februari 1969   |
| 18  | Log 112: You Blew It                                       | 8 februari 1969   |
| 19  | Log 51: A Jumper, Code 2                                   | 15 februari 1969  |
| 20  | Log 73: I'm Still a Cop                                    | 22 februari 1969  |
| 21  | Log 102: We Can't Just Walk Away from It                   | 1 maart 1969      |
| 22  | Log 152: A Dead Cop Can't Help Anyone                      | 8 maart 1969      |
| 23  | Log 12: He Was Trying to Kill Me                           | 15 maart 1969     |
| 24  | Log 172: Boy, the Things You Do for the Job                | 22 maart 1969     |
| 25  | Log 92: Tell Him He Pushed a Little Too Hard               | 29 maart 1969     |
| 26  | Log 22:...So This Little Guy Goes Into a Bar, and...       | 5 april 1969      |

## Seizoen 2
| Nr. | Titel aflevering                    | Uitzenddatum VS   |
| --- | ----------------------------------- | ----------------- |
| 1   | Log 15: Exactly 100 Yards           | 20 september 1969 |
| 2   | Log 153: Find Me a Needle           | 27 september 1969 |
| 3   | Log 52: Good Cop - Handle with Care | 4 oktober 1969    |
| 4   | Log 23: Pig Is a Three-Letter Word  | 11 oktober 1969   |
| 5   | Log 83: A Different Thing           | 18 oktober 1969   |
| 6   | Log 103: A Sound Like Thunder       | 1 november 1969   |
| 7   | Log 63: Baby                        | 8 november 1969   |
| 8   | Log 93: Once a Junkie               | 22 november 1969  |
| 9   | Log 123: Courtroom                  | 29 november 1969  |
| 10  | Log 143: Cave                       | 13 december 1969  |
| 11  | Log 142: As High as You Are         | 20 december 1969  |
| 12  | Log 43: Hostage                     | 3 januari 1970    |
| 13  | Log 34: Astro Division              | 10 januari 1970   |
| 14  | Log 14: SWAT                        | 24 januari 1970   |
| 16  | Log 54: Impersonation               | 7 februari 1970   |
| 17  | Log 24: A Rare Occasion             | 14 februari 1970  |
| 18  | Log 124: Airport                    | 28 februari 1970  |
| 19  | Log 94: Vengeance                   | 7 maart 1970      |
| 20  | Log 104: The Bomb                   | 14 maart 1970     |
| 21  | Log 74: Light Duty                  | 21 maart 1970     |
| 22  | Log 114: The Hero                   | 28 maart 1970     |
| 23  | Log 134: Child Stealer              | 4 april 1970      |
| 24  | Log 144: Bank Robbery               | 4 april 1970      |
| 25  | Log 44: Attempted Bribery           | 18 april 1970     |
| 26  | Log 173: Shoplift                   | 9 mei 1970        |

## Seizoen 3
| Nr. | Titel aflevering                               | Uitzenddatum VS   |
| --- | ---------------------------------------------- | ----------------- |
| 1   | Log 174: Loan Sharks                           | 19 september 1970 |
| 2   | Log 35: Easy, Bare Rider                       | 26 september 1970 |
| 3   | Log 95: Purse Snatcher                         | 3 oktober 1970    |
| 4   | Log 45: Bright Boy                             | 10 oktober 1970   |
| 5   | Log 69: Cigarettes, Cars, and Wild, Wild Women | 17 oktober 1970   |
| 6   | Log 55: Missing Child                          | 31 oktober 1970   |
| 7   | Log 75: Have a Nice Weekend                    | 7 november 1970   |
| 8   | Elegy for a Pig                                | 21 november 1970  |
| 9   | Log 25: Indians                                | 28 november 1970  |
| 10  | Log 135: Arson                                 | 5 december 1970   |
| 13  | Log 175: The Con Artists                       | 2 januari 1971    |
| 14  | Log 115: Gang War                              | 9 januari 1971    |
| 15  | Log 26: LEMRAS                                 | 16 januari 1971   |
| 16  | Log 155: Internal Affairs - Blackmail          | 21 januari 1971   |
| 17  | Log 66: The Vandals                            | 28 januari 1971   |
| 18  | Log 36: Man Between                            | 4 februari 1971   |
| 19  | Log 165: Once a Cop                            | 11 februari 1971  |
| 20  | Log 76: The Militants                          | 18 februari 1971  |
| 21  | Log 164: The Poachers                          | 25 februari 1971  |
| 22  | Log 16: A Child in Danger                      | 4 maart 1971      |
| 23  | Log 56: Vice Versa                             | 11 maart 1971     |
| 24  | Log 106: Post Time                             | 18 maart 1971     |
| 25  | Log 88 - Reason to Run                         | 1 april 1971      |
| 26  | Log 125: A Safe Job                            | 15 april 1971     |

## Seizoen 4
| Nr. | Titel aflevering           | Uitzenddatum VS   |
| --- | -------------------------- | ----------------- |
| 1   | Extortion                  | 15 september 1971 |
| 2   | Million Dollar Buff        | 22 september 1971 |
| 3   | The Grandmothers           | 29 september 1971 |
| 4   | The Radical                | 6 oktober 1971    |
| 5   | The Search                 | 20 oktober 1971   |
| 6   | The Ferret                 | 27 oktober 1971   |
| 7   | Truant                     | 3 november 1971   |
| 8   | Ambush                     | 10 november 1971  |
| 9   | Anniversary                | 17 november 1971  |
| 10  | Day Watch                  | 24 november 1971  |
| 11  | Assassination              | 8 december 1971   |
| 12  | The Dinosaur               | 15 december 1971  |
| 13  | Pick-up                    | 29 december 1971  |
| 14  | Citizens All               | 5 januari 1972    |
| 15  | The Princess and the Pig   | 2 januari 1972    |
| 16  | The Tip                    | 19 januari 1972   |
| 17  | The Parole Violator        | 26 januari 1972   |
| 18  | The Adoption               | 2 februari 1972   |
| 19  | Mary Hong Loves Tommy Chen | 9 februari 1972   |
| 20  | Substation                 | 16 februari 1972  |
| 21  | Backup 1-L20               | 23 februari 1972  |
| 22  | Who Won?                   | 1 maart 1972      |
| 23  | Eyewitness                 | 8 maart 1972      |
| 24  | Wednesday Warrior          | 15 maart 1972     |

## Seizoen 5
| Nr. | Titel aflevering              | Uitzenddatum VS   |
| --- | ----------------------------- | ----------------- |
| 1   | Dirt Duel                     | 13 september 1972 |
| 2   | The Late Baby                 | 20 september 1972 |
| 3   | Airdrop                       | 27 september 1972 |
| 4   | Lost and Found                | 4 oktober 1972    |
| 5   | Training Wheels               | 11 oktober 1972   |
| 6   | Badge Heavy                   | 25 oktober 1972   |
| 7   | Harry Nobody                  | 8 november 1972   |
| 8   | The Surprise                  | 15 november 1972  |
| 9   | The Vendetta                  | 22 november 1972  |
| 10  | The Chaser                    | 6 december 1972   |
| 11  | Hot Spell                     | 13 december 1972  |
| 12  | Gifts and Long Letters        | 20 december 1972  |
| 13  | O'Brien's Stand               | 3 januari 1973    |
| 14  | Clear with a Civilian: Part 1 | 10 januari 1973   |
| 15  | Clear with a Civilian: Part 2 | 17 januari 1973   |
| 16  | Citizens Arrest - 484         | 24 januari 1973   |
| 19  | Nightwatch                    | 14 februari 1973  |
| 20  | Suspended                     | 21 februari 1973  |
| 21  | A Fool and His Money          | 28 februari 1973  |
| 22  | Anatomy of a 415              | 7 maart 1973      |
| 23  | Keeping Tabs                  | 14 maart 1973     |
| 24  | Easy Rap                      | 21 maart 1973     |

## Seizoen 6
| Nr. | Titel aflevering                       | Uitzenddatum VS   |
| --- | -------------------------------------- | ----------------- |
| 1   | Harbor Division                        | 12 september 1973 |
| 2   | Rampart Division: The Senior Citizens  | 9 september 1973  |
| 3   | Foothill Division: Mac's Boots         | 26 september 1973 |
| 4   | West Valley Division                   | 3 oktober 1973    |
| 5   | Venice Division                        | 10 oktober 1973   |
| 6   | Hot Shot                               | 24 oktober 1973   |
| 7   | Van Nuys Division: Pete's Mustache     | 31 oktober 1973   |
| 8   | Training Division: The Rookie          | 7 november 1973   |
| 9   | Capture                                | 14 november 1973  |
| 10  | Hollywood Division                     | 21 november 1973  |
| 11  | Northeast Division                     | 15 december 1973  |
| 12  | If the Shoe Fits                       | 12 december 1973  |
| 13  | Southwest Division                     | 19 december 1973  |
| 14  | The Sweet Smell                        | 9 januari 1974    |
| 15  | Trouble in the Bank                    | 15 januari 1974   |
| 16  | North Hollywood Division               | 22 januari 1974   |
| 17  | Krash                                  | 5 februari 1974   |
| 19  | Routine Patrol: The Drug Store Cowboys | 12 februari 1974  |
| 20  | Sunburn                                | 19 februari 1974  |
| 21  | Skywatch: Part 1                       | 26 februari 1974  |
| 22  | Skywatch: Part 2                       | 5 maart 1974      |
| 23  | L.A. International                     | 12 maart 1974     |
| 24  | Clinic on 18th St                      | 13 maart 1974     |

## Seizoen 7
| Nr. | Titel aflevering                  | Uitzenddatum VS   |
| --- | --------------------------------- | ----------------- |
| 1   | Camp: Part 1                      | 24 september 1974 |
| 2   | Camp: Part 2                      | 1 oktober 1974    |
| 3   | Teamwork                          | 8 oktober 1974    |
| 4   | Roll Call                         | 22 oktober 1974   |
| 5   | Suspect Number One                | 29 oktober 1974   |
| 6   | Point of View                     | 12 november 1974  |
| 7   | Lady Beware                       | 19 november 1974  |
| 8   | Excessive Force                   | 3 december 1974   |
| 9   | Alcohol                           | 10 december 1974  |
| 10  | Credit Risk                       | 17 december 1974  |
| 11  | Christmas                         | 24 december 1974  |
| 12  | Pot Shot                          | 24 januari 1975   |
| 13  | Grand Theft Auto                  | 21 januari 1975   |
| 14  | Victim of the Crime               | 28 januari 1975   |
| 15  | Ladies' Night                     | 4 februari 1975   |
| 16  | Pressure Point                    | 18 februari 1975  |
| 17  | Citizen with a Gun                | 4 maart 1975      |
| 18  | Follow Up                         | 11 maart 1975]    |
| 19  | Suicide                           | 18 maart 1975     |
| 20  | Operation Action                  | 25 maart 1975     |
| 21  | Gus Corbin                        | 1 april 1975      |
| 22  | Dana Hall                         | 29 april 1975     |
| 23  | Something Worth Dying For: Part 1 | 13 mei 1975       |
| 24  | Something Worth Dying For: Part 2 | 20 mei 1975       |